# Сенеферка
Сенеферка (тж. Секанефер, Неферсека) — хорово имя древнеегипетского царя (фараона) конца I династии (Раннего царства), который правил приблизительно в 2850 году до н. э. Сведения о нём крайне скудны.

## Имя
Изображение Сенеферки было найдено на немногочисленных сосудах, поэтому точный период его правления неизвестен. Даже его имя является предметом дискуссий, так как имеются многочисленные вариации порядка следования иероглифов в королевском Серехе. Так например Захи Хавасс считает, что его имя произносилось Нефер-Сиека. В одной мастабе, найденной в 2005 году в Саккаре, это имя появлялось множество раз. Эти находки, однако, до сих пор не были представлены широкой публике.